# Brittenia fraxinicola
Brittenia fraxinicola ist eine Mücke innerhalb der Familie der Gallmücken (Cecidomyiidae).

## Merkmale
Die Mücken haben eine Körperlänge von 1,0 bis 1,5 Millimetern. Ihr zweites Tarsenglied ist viermal länger als das erste, das Empodium ist gut entwickelt. Die Weibchen haben kragenförmige Sensillen an den Gliedern ihrer Fühler und besitzen zwei stark sklerotisierte Spermathecen. 

## Lebensweise und Verbreitung
Die Tiere kommen in Europa weit verbreitet vor. Die Imagines schwärmen Anfang Juli in großer Zahl. Die Weibchen können sich mit Paedogenese fortpflanzen. Die Larven entwickeln sich von Pilzmyzelien in Totholz.

## Belege